# Capela de Nossa Senhora da Escada
A Capela de Nossa Senhora da Escada é um templo católico romano do século XVI localizado em Salvador. Foi construída por Lázaro Arévolo como parte do engenho de açúcar Nossa Senhora de Escada. A estrutura integra a Arquidiocese de São Salvador da Bahia e foi tombada pelo Instituto do Patrimônio Histórico e Artístico Nacional (IPHAN) em 1962. Esta e a Igreja e Mosteiro de Nossa Senhora do Monte Serrat são os dois únicos templos religiosos remanescentes do século XVI em Salvador.
A capela está situada sobre uma pequena colina voltada para o mar, de onde se desfruta um belo panorama da Baía de Todos-os-Santos, à margem do acesso ferroviário da avenida Suburbana, em Salvador. A implantação paisagística foi prejudicada pelo corte realizado na colina para passagem da linha‐férrea e, mais recentemente (1972), pela construção de casas pré‐fabricadas.
A capela apresenta uma planta de transição entre o tipo mais antigo e o singelo, formado pela nave em capela‐mor, copiar e um partido em formato de "T", surgido com a justaposição da sacristia e consistório à capela‐mor. A torre sineira em arco se situa no lado da Epístola. O púlpito é formado por uma bacia monolítica e sineira, com acesso por escadarias externas, como em outras capelas rurais da mesma época. O altar-mor data do século XIX, com pisos e forros do século XX. A capela possui uma imagem de Nossa Senhora, datada do século XVIII.

## História
De acordo com registro do Sistema de Informações do Patrimônio Cultural da Bahia (Sipac), a capela foi construída no século XVI por Lázaro Arévalo e doada aos jesuítas em 1572. O sítio foi cenário de uma invasão das forças neerlandesas da Nova Holanda, uma colônia dos Países Baixos que ocupou um grande território da região Nordeste. João Maurício, o príncipe de Nassau-Siegen, usou o local como desembarque da invasão em 1638. Uma placa de pedra foi colocada na capela para relembrar do acontecimento.
A Capela de Nossa Senhora da Escada foi tombada como estrutura histórica pelo Instituto do Patrimônio Histórico e Artístico Nacional (IPHAN) em 1962 sob a inscrição 340 do processo 560-T. O IPHAN restaurou a fachada da capela em 1966, quando retirou o frontão barroco e restaurou a fachada, que procura restabelecer a concepção original do edifício. Trabalhos adicionais foram realizados para estabilizar a estrutura do edifício devido ao risco de desabamento em 2007.